# Shipley, Derbyshire
Shipley är en by och en civil parish i sydöstra delen av Derbyshire, East Midlands, England. Sedan 1974 har byn varit en del av distriktet Amber Valley. Nutbrook Canal, färdigställd 1796 har tidigare länkat samman byn med Erewash-kanalen.